# Vanguarda Popular Revolucionária

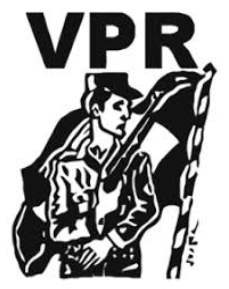
logotipo comumente usado em comunicações feitas pelo VPR

Vanguarda Popular Revolucionária (VPR) foi um grupo de luta armada brasileira de extrema-esquerda que lutou contra a Ditadura Militar Brasileira, visando à instauração de um governo de cunho socialista no país. Formou-se em 1966 a partir da união dos dissidentes da organização Política Operária (POLOP) com militares remanescentes do Movimento Nacionalista Revolucionário (MNR).

## História
De sua fusão com o Comando de Libertação Nacional (Colina), deu origem à VAR-Palmares (em homenagem ao Quilombo dos Palmares). A VPR se recompôs posteriormente, deixando a VAR-Palmares.
Em 1970 começou a organizar um campo de treinamento de guerrilheiros no Vale do Ribeira, estado de São Paulo. A segunda área utilizada com este propósito (a primeira foi abandonada por inadequação) acabou sendo descoberta pelo DOI-Codi/RJ, seguindo-se uma caçada que mobilizou cerca de cinco mil militares.
Dentre os integrantes, destacaram-se Carlos Lamarca e Dilma Rousseff.

### Dissolução
A VPR optou pela auto-dissolução em 1971, após a morte de José Raimundo da Costa, último comandante da VPR, cuja localização foi indicada por Cabo Anselmo, um agente do DOPS infiltrado.

## Ações
Para financiar a luta contra a ditadura, a VPR promovia assaltos armados e roubos de banco, denominados de expropriações. A organização participou de assaltos e do sequestro do embaixador suíço Giovanni Enrico Bucher, em dezembro de 1970, e também foi responsável pelo sequestro do cônsul-geral do Japão em São Paulo, Nobuo Okuchi, em março daquele ano. Esses sequestros ocorreram com o intuito de libertar presos políticos. Também assassinou em 26 de junho de 1968 o soldado Mário Kozel Filho, em um atentado ao Quartel General do II Exército, em São Paulo.
Além de resistir radicalmente a ditadura militar, os grupos guerrilheiros, entre os quais a VPR, tinham  como objetivo a instalação de um regime revolucionário socialista, seguindo os moldes marxistas-leninistas adaptados ao Brasil.